# Keana Hunter
Keana Hunter (Seattle, 4 de março de 2004) é uma nadadora artística estadunidense.

## Carreira
Em dezembro de 2021, nos Jogos Pan-Americanos Júnior de Cali, Hunter fez parte da equipe americana que conquistou a prata tanto na rotina por equipes quanto na rotina de destaque.
Em julho de 2023, no Campeonato Mundial de Fukuoka, Hunter fez parte da equipe americana que ganhou a prata na rotina acrobática por equipe. Em fevereiro de 2024, no Campeonato Mundial de Doha, ela fez parte da equipe americana que ganhou o bronze na rotina acrobática por equipe.
Nos Jogos Olímpicos de Verão de 2024, em Paris, conquistou a medalha de prata na competição por equipes na natação artística, ao lado de Anita Alvarez, Jaime Czarkowski, Megumi Field, Audrey Kwon, Jacklyn Luu, Daniella Ramirez e Ruby Remati.